# Cizos
 Cizos  es una comuna y población de Francia, en la región de Mediodía-Pirineos, departamento de Altos Pirineos, en el distrito de Tarbes y cantón de Castelnau-Magnoac.
Su población en el censo de 1999 era de 114 habitantes.
Está integrada en la Communauté de communes du Magnoac.

## Demografía
| 103 | 129 | 122 | 118 | 129 | 114 |
| Para los censos de 1962 a 1999 la población legal corresponde a la población sin duplicidades (Fuente: INSEE [Consultar]) |     |     |     |     |     |